# 小行星3220
小行星3220（3220 Murayama）是一颗围绕太阳公转的小行星。1951年11月22日，瑪格麗特·盧吉埃在尼斯发现了此天体。
該小行星以日本天文學家村山定男命名。
这颗小行星的绝对星等为25.9111800455262等。